# AGM-48 Skybolt
Die Douglas AGM-48 Skybolt war eine ballistische Luft-Boden-Rakete (air launched ballistic missile- ALBM) aus US-amerikanischer Produktion. Sie wurde während des Kalten Krieges in den späten 1950er-Jahren unter dem Namen XGAM-87 entwickelt. Mit ihrer Entwicklung wollte man eine „sicherere“ mobile Abschussplattform für Interkontinentalraketen der US Air Force schaffen, im Gegensatz zu beispielsweise statischen und „unsicheren“ Raketensilos. Dazu sollte der Start von Flugzeugen aus erfolgen. Die Skybolt sollte ursprünglich von amerikanischen Boeing B-52- und britischen Avro Vulcan-Langstreckenbombern eingesetzt werden. Eine Reihe misslungener Teststarts sowie die fortschreitende Entwicklung von U-Boot-gestützten ballistischen Raketen führten schließlich zur Streichung des Programms, was Bestürzung insbesondere bei der britischen Militärführung hervorrief, die an dem Programm beteiligt war.

## Geschichte
Die US Air Force stellte im Jahr 1958 als Ergebnis mehrerer Studien fest, dass sie eine ballistische Langstrecken-Luft-Boden-Rakete benötigte. Im Mai 1959 wurde die Firma Douglas ausgewählt, um die AGM-87 Skybolt zu entwickeln. Die Skybolt war eine Zweistufen-Rakete, die einen Feststoff-Antrieb benutzte. Doch als im April 1962 die ersten Starts stattfanden, zeigten sich massive Probleme. Es fanden fünf Teststarts statt, alle waren Fehlschläge. Erst am 19. Dezember 1962 fand der erste erfolgreiche Flug einer Skybolt statt – allerdings zu spät, denn noch am selben Tag wurde das Programm gestoppt. Neben den technischen waren hierfür auch finanzielle Gründe ausschlaggebend.
1963 fanden noch einige Flugtests statt, und die XAGM-87 wurde umbenannt in XAGM-48A (das X steht jeweils für experimental und entfällt nach der Indienststellung des Waffensystems). Insgesamt soll Douglas weniger als 100 AGM-48 Skybolt gebaut haben.